# 2019年スーダンクーデター
2019年スーダンクーデター（2019ねんスーダンクーデター）は、2019年4月11日にスーダンで同国国防軍により企図された政変である。この結果、オマル・アル＝バシールは大統領を解任され、30年に及ぶ長期政権は終焉を迎えた。

## 背景
オマル・アル＝バシールは1989年に民族イスラーム戦線と連携して無血クーデターにより大統領の座に就き、以降30年間の長期に渡り政権を維持し続けた。しかし1993年にアメリカがスーダンをテロ支援国家に指定したことで国際社会で孤立状態となり、2003年より同国西部で続いているダルフール紛争において住民の殺害を命じた疑いで、2009年には国際刑事裁判所(ICC)が逮捕状を発行するなど、欧米諸国からは独裁者と呼ばれた。
2018年12月19日、政府がパンの値段を3倍に引き上げたことをきっかけとして複数の州で抗議デモが発生。10日足らずで住民と治安部隊の双方合わせ数十名の死者を出す事態へと発展した。これに対し機動隊や警備隊は鎮圧のため催涙ガスを用いたほか、EUなどは治安部隊が住民に対して実弾を使用したと非難した。また治安当局は抗議デモを報じるマスコミ関係者を殴打・逮捕するなどの言論弾圧を行ったため、同国のジャーナリストが作るスーダン・ジャーナリスト・ネットワークが抗議デモと連携しストライキに突入するなど抗議の輪が広がり、やがて食料価格の高騰だけでなく、燃料や外貨の慢性的な不足を招いた経済失政の非難も加わり、バシール大統領の退陣を求める反政府運動へと変化していった。国際社会からは住民に弾圧を行うスーダン政府への批判の声が高まり、アメリカも関係改善の動きに水を差すと警告した。
一連の反政府運動によりバシール体制に動揺が走り、2019年2月23日、バシール大統領は事態収拾のためスーダン全土に1年間の非常事態宣言を発令し、またムウタズ・ムーサ政権や地方政府を解体すると発表した。しかし非常事態宣言でもデモは収まらず、2月24日にムハンマド・ターヒル・アヤラジャジーラ州知事を新首相に、またアフメド・アワド・イブンオウフ国防大臣を第1副大統領に任命した。さらに2月25日には無許可での会合や集会を禁止したほか、国民や統治体制に悪影響を及ぼすと当局が判断したニュースについて、ソーシャルメディアを含むあらゆる媒体での公開を禁じた。スーダン議会はバシールの発令した非常事態宣言の承認には消極的であったが、結局は6ヶ月に短縮した上で宣言を認める案を3月11日に可決した。
4月6日にはデモ隊が軍本部前に到達し、軍に対して国民の側につくよう要求、付近で野営を開始した。一連の反政府デモに対し国防軍は介入してこなかったが、この頃から軍の地位の低い将校らもデモに加わるようになった。4月8日、デモを主導する自由・変革同盟は軍に対し、暫定政府樹立に向けた直接協議の開始を呼び掛けた。デモを呼びかけたネットワークは、数十万人がデモに参加したと推計している。バシール政権与党の国民会議はデモ鎮圧に加わることを拒否するなど、バシール大統領の孤立は深まっていった。

## 推移

### クーデターの発生
2019年4月11日午前3時半、バシール大統領のもとに主要4治安機関のトップが訪問。大統領辞任以外の選択肢はないと通告されたバシールは従う意向を示し、自宅で軍に軟禁されることとなった。その後、ロイター通信がバシールが大統領を辞任したとの政府消息筋の話を報じ、間もなく軍による重要声明が発表されると伝えた。
イブンオウフ第1副大統領兼国防大臣はテレビ演説を行い、国防軍がバシール大統領を解任し、安全な場所で身柄を拘束していることを発表した。また3ヶ月間の非常事態宣言を行い、憲法の停止も宣言したほか、バシール政権下で紛争が続いたダルフールや青ナイル州、南コルドファン州を含む全土での戦闘停止も宣言した。国土上空の空域や国境検問所は常時閉鎖されることとなった。
今後については、暫定政権樹立に向けて軍事評議会を設置し、2年後に選挙を実施する意向も表明したほか、バシールを訴追する意向も表明したが、ICCへの身柄引き渡しは否定した。国民に対しては、午後10時から午前4時までの夜間外出を禁じた（これに関しては後に撤回された）。
このほかバシール体制を支えてきた情報機関・国家情報治安局(NISS)は、全土で政治犯を釈放すると発表した。

### 軍部への不満
クーデター開始当初はバシールが大統領を辞任したという報道が広まり、退陣を求めるデモ隊からは喜びの声があがった。しかし軍部によるクーデターであることが判明すると、イブンオウフ第1副大統領兼国防大臣に対する不満の声が挙がった。またデモ隊は軍による暫定政権を拒否し、デモ活動を続けると表明した。このため4月12日にイブンオウフは暫定軍事評議会議長を辞任し、アブドゥルファッターハ・アブドッラフマーン・ブルハーン中将が後任の議長に就任した。翌13日、ブルハーンは旧バシール政権を一掃すると宣言し、また拘束されているデモ参加者を釈放する旨も表明した。4月13日夜にはデモ隊の代表が軍事評議会に対し、文民代表の参加や文民政権の樹立などを要望。翌14日、軍事評議会はイブンオウフを旧政権の一員とみなし、国防大臣から解任した。このほかバシール旧政権時代に情報機関NISSのトップだったサラーハ・ゴーシュを解任したほか、当初設定されていた夜間外出禁止令も解除し、また旧政権の関係者数名を起訴する方針とした。アフリカ連合は軍が実権を掌握したことを問題視し、15日以内に民法が制定されない場合は加盟国としての資格を停止すると警告した。結局、アフリカ連合は6月6日に、後述する軍とデモ隊の衝突を受け資格を停止した。

### 文民政権樹立への道
その後、暫定軍事評議会と民主化勢力『自由・変革同盟』は民選による文民政権樹立のための移行期間を3年と定め、新たな議会は定数300議席とし、そのうち約3分の2をデモ実施勢力から、残りをそれ以外の政治勢力から選出することで合意したが、5月20日から交渉が中断。6月3日には座り込みを続けるデモ隊に対して軍部が発砲し30人以上が死亡、『自由・変革同盟』は交渉中止を宣言した。暫定軍事評議会は6月4日、『自由・変革同盟』との合意を破棄し、9カ月以内の選挙実施を決定した。この事件を受け、アフリカ連合の平和・安全保障理事会は6月6日、文民政権発足までスーダンを加盟資格停止とすることを決定した。その後、エチオピアとアフリカ連合の仲介を受け、7月3日に暫定軍事評議会と民主化勢力の交渉が再開。7月5日に、軍人5人、文民6人から成る新たな統治機構の樹立で最終合意し、そのトップはまず軍人が1年9カ月務め、その後文民が1年6カ月務めることでも合意した。8月15日、自由・変革同盟は新たに樹立される暫定政権の首相に経済学者のアブダッラー・ハムドゥークを指名。8月17日、暫定軍事評議会と自由・変革同盟は3年3カ月間の暫定政権で共同統治を行い、2022年に選挙を実施することで最終合意し、暫定憲法に調印した。8月21日に新たな統治機構・最高評議会が発足し、11人のメンバーが宣誓したほか、ハムドゥークが首相への就任宣誓を行い、新政権が発足した。

## 各国の反応
- アメリカ合衆国 - アメリカ国務省は、文民政権への移行を要求したほか、スーダンとの関係改善に向けた対話を当面中止すると表明[27]したが、関係は徐々に好転。2020年8月に行われたマイク・ポンペオ国務長官の中東歴訪では、最初の訪問国として選ばれた[28]。
- アフリカ連合 - アフリカ連合は軍が実権を掌握したことについて、スーダンの抱える課題を解決するものではないと懸念を表明[16]。6月6日に加盟資格を停止[21]。